# ヨハン・ハインリヒ・フュースリー

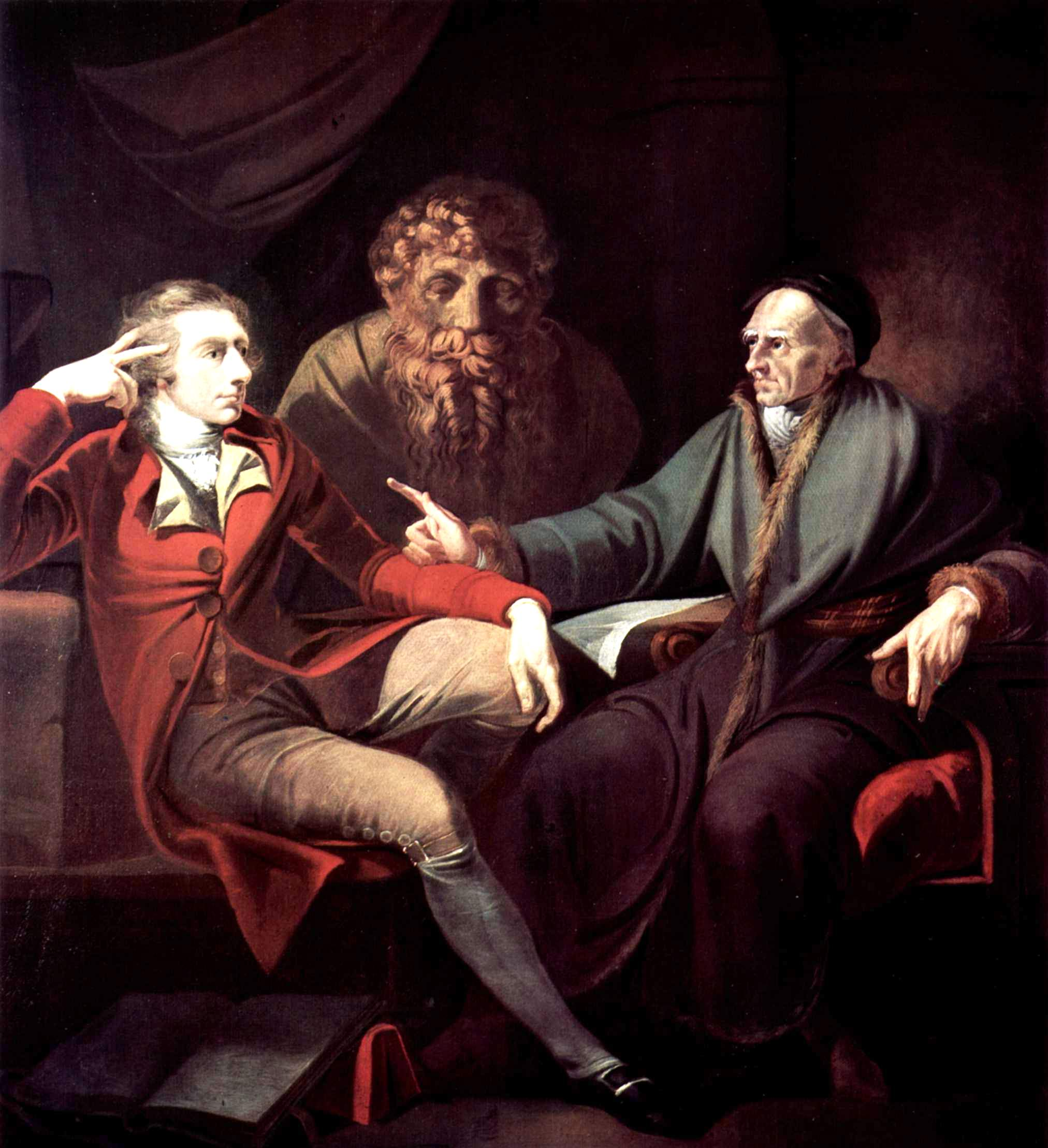
フュースリー『チューリッヒの歴史家にして詩人のヨハン・ヤーコプ・ボードマーと語るヨハン・ハインリヒ・フュースリー Johann Heinrich Füssli im Gespräch mit dem Zürcher Historiker und Literat Johann Jacob Bodmer 』（1778年 - 1781年）

ヨハン・ハインリヒ・フュースリーまたはヘンリー・フュースリー（ドイツ語: Johann Heinrich Füssli [ˈfʏsli, ˈfyːsli], 英語: Henry Fuseli [ˈfjuːzəli], 1741年2月7日 - 1825年4月16日）は、イギリスで活躍したドイツ系スイス人の画家。フュースリ、フューズリ、フュッスリ、フュスリという表記もある。

## 生涯
フュースリーはスイスのチューリッヒに、18人の子供の第2子として生まれた。父親のヨハン・カスパー・フュースリーは肖像画や風景画を描いていた画家で、『ヘルヴェティアの画家の生涯』（ヘルヴェティアとはスイス西部あたりを指す）という本の著者でもあった。息子を聖職者にしたかった父親の意向で、フュースリーはチューリッヒのカロリン・カレッジに入学、最高水準の教育を受けた。学友の一人にヨハン・カスパー・ラヴァーターがいて、2人は親友になった。
1761年、不正な行政官を非難したラヴァーターを支援したかどで（相手の家が実力者で反撃にあったのだ）、フュースリーは国外追放令を受け、スイスを離れた。最初、ドイツに行ったが、1765年、イギリスに渡った。いろいろな書き物をして生計を立てていたが、画家のジョシュア・レノルズ卿に自作のスケッチを見せたところ、知己を得、レノルズ卿のアドバイスで美術に専念することにした。1770年、絵の「巡礼」をしにイタリアに行き、1778年まで滞在した。FüssliからFuseliに改名したのはこの頃で、その方がイタリアっぽい響きだったからだった。
1779年のはじめ、チューリッヒに立ち寄ってから、イギリスに戻ったところ、版画家で美術出版を経営するジョン・ボイデルからの注文がフュースリーを待っていた。ボイデルは後にボイデル・シェイクスピア・ギャラリーを作った人物である。フュースリーはボイデルのために多くの絵を描いた。その一方で、親友ラヴァーターの人相学の本の英語版を出版した。また、ホメロスの翻訳本の準備をしていたウィリアム・クーパーには貴重な助力をした。1788年、ロイヤル・アカデミーの準会員になった直後、絵のモデルをしていたソフィア・ローリンズと結婚。ある時、以前肖像画を描いたことのあったフェミニズムの先駆者メアリ・ウルストンクラフト（フュースリーは彼女の肖像画を描いた）が、フュースリーをパリ旅行に誘ったが、ソフィアが猛反対し、それ以後フューズリー家はウルトスンクラフトに門を閉ざしたという。結婚の2年後、フュースリーはアカデミーの準会員から会員に昇進した。
1799年、フュースリーはジョン・ミルトンの本から着想した連作絵画の展覧会を開いた。ボイデル・シェイクスピア画廊と似たミルトン画廊を作ろうという意図だった。完成までインターバルを挟んで9年を費やしたミルトンの絵は全部で47枚あり、その多くが大作だったのだ。展覧会は翌1800年まで続いたが、商業的には失敗だった。1799年、フュースリーはアカデミーの美術教授に昇進した。4年後には芸術館長に選ばれ、いったん教授職を辞したが、1810年に復職し、死ぬまで両方の役職をこなした。1805年、マシュー・ピルキントンの『Lives of the Painters（画家たちの人生）』を出版するが、それが彼の名声を高めることにはならなかった。
終生健康を害したことのないフュースリーだったが、プトニー・ヒルで死去。84歳だった。セント・ポール大聖堂に埋葬。死んだ時は比較的裕福だった。

## 作品

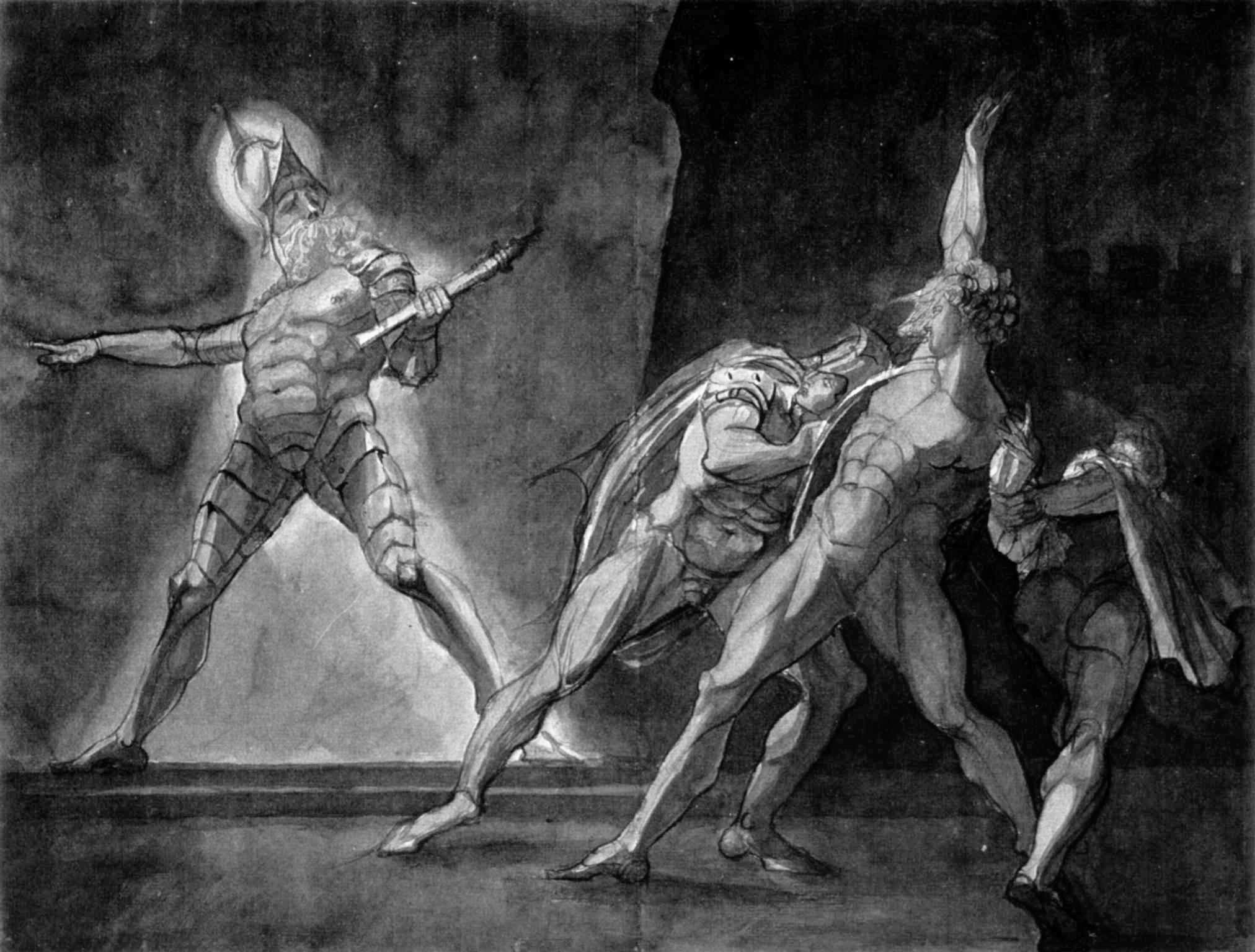
フュースリー『ハムレットとその父の幽霊 Hamlet and his father's Ghost （1780年 - 1785年）インク、鉛筆、黒板

画家としてのフュースリーは、大胆かつ創意に富んでいて、常に最高のものを目指していた。彼は超自然を好み、万事を空想上の尺度に置き換えて、歴史を扱った絵ではある程度の誇張も当然だと思っていた。この考えはミケランジェロの作品やモンテ・カヴァッロの大理石彫刻（当時はローマにあって、彼は好んで夕方、薄暗い空に囲まれ、ライトに照らされた中で観賞した）を研究して、確信したことだった。また彼は伝統的な常識の中に、乱暴で過激な行動を見せることがあって、それは彼の多くの作品に備わっている威厳を台無しにするものだった。その一例が、『Hamlet breaking from his Attendants to follow the Ghost（幽霊について行く従者から逃げるハムレット）』というイラストで、まるでハムレットが全身の筋肉の発作的痛みに襲われて自分の服を引き裂いているように見える。
とはいうものの、彼の絵は決して生気がないわけでも冷たいわけでもない。彼の描く人物は活気に満ち、ひたむきで、彼らを鼓舞させてくれる何かを持っているように思われる。ルーベンスのように、彼は人物の躍動感を表現する技術に長けていた。さらに、フュースリーはユーモアの感覚も持っていた。『A Midsummer-Night's Dream（真夏の夜の夢）』における、妖精の場面のグロテスクなユーモアは、彼の他の野心作の詩的強さに劣らない、いや、あるいはそれ以上に注目に値するものがある。
大抵の画家がするようにパレットを使うことを彼は恥とした。向こうみずにも色を乱暴に塗りたくるだけだった。乾燥した絵具を使うことは珍しくなく、油、テレビン油などをつけたブラシで急いで混ぜ合わせ、効果はなるに任せた。この無頓着さは、彼が25歳になるまで油絵を描いたことがなかったという事実から説明できるかも知れない。しかし、こうした欠点にもかかわらず、彼は大画家としての要素を有していた。

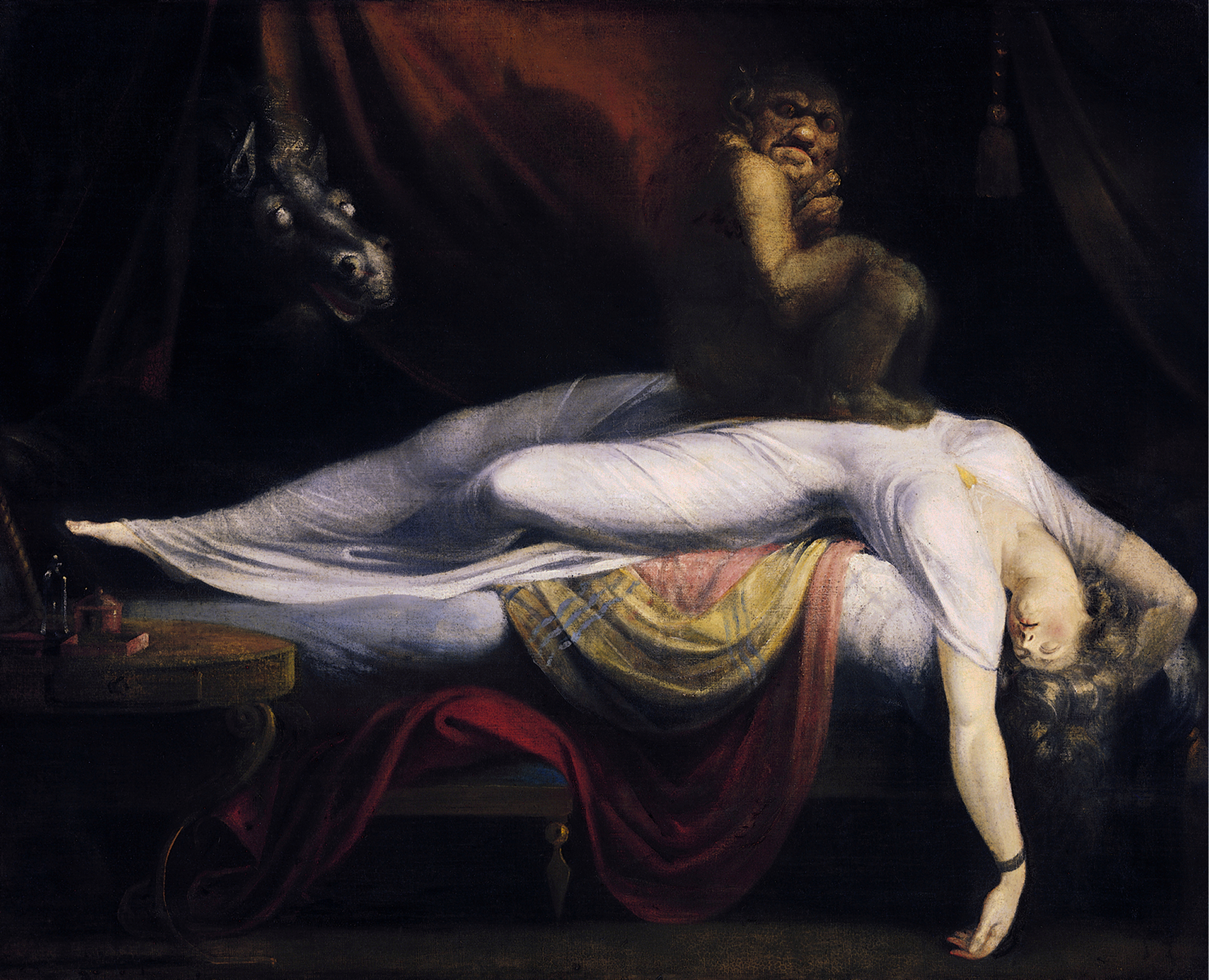
フュースリー『夢魔』（1781年）

フュースリーは200点以上の絵を描いたが、そのごく一部しか一般に公開しなかった。彼が最初に描いた絵は『Joseph interpreting the Dreams of the Baker and Butler（パン屋と酒倉係の夢を解釈しているヨセフ）』だったと言われている。一方、最初に評判を取ったのは『夢魔』で、この絵は1782年に公開された。『夢魔』には2つのヴァージョンがあり、また同じテーマでハッグも描いている。
スケッチやデザインとなると、彼の作品は約800点にも及ぶ。意想、図案のクオリティはともに評価が高く、絵画よりも優れている。彼のスケッチは、絵画同様に、部分部分の比率を故意に誇張して、人物も歪曲して描かれている。紙の上に任意の起点を置き、そこから、星と星の相関関係から星座を作るように、四肢の終点を決めるといった技法も使っていた。この技法は、ローマ滞在時に一緒だったジョージ・リッチモンドとともにあみだしたものである。
彼は実人生から人物を描くことは滅多になかった。彼の芸術は古美術とミケランジェロの研究に基礎を置いていた。肖像画はたった2点だけで、風景画となると1点たりとも描いていない。「自然などいまいましい！　いつも私をいらつかせる」というのが彼の言い分であった。
頭は良かった。フランス語、イタリア語、英語、そしてドイツ語に堪能であった。考えをめぐらす時はドイツ語を用いたが、どの言語も流暢かつ能弁に、話し・書くことができた。英語で書かれた美術批評書の中には、優れた言い回しがいくつもある。著作での主要作品というと、1801年からの、ロイヤル・アカデミーでの講義録12巻がある。
フュースリーには面白い逸話が多い。ジョン・ノウルズによる伝記『Life』（1831年）にいろいろ書かれている。フォルトゥナート・ドゥランティ（1787年 - 1863年）は彼の絵の影響を受けている。
日本には《グイード・カヴァルカンティの亡霊に出会うテオドーレ 》（1783頃）が国立西洋美術館にある。

## イギリス時代
フュースリーは1788年から「分析的書評」という雑誌にエッセイと批評を書き始めた。その雑誌には、トマス・ペイン、ウィリアム・ゴドウィン、ジョゼフ・プリーストリー、エラズマス・ダーウィン、メアリ・ウルストンクラフト、その他、美術、文学、政治に関心のある男女が原稿を寄せていた。フュースリーはジョゼフ・ジョンソンの家を頻繁に訪ねた。ジョンソンは「分析的批評」の出版者であると同時に、政治的にも急進的なイギリス人だった。1793年、フランスのルイ16世が処刑された時には、革命を独裁的でアナキーだと激しく糾弾した。しかしフュースリーが最初に訪問した時には、彼の年老いた風貌の中に、それまでの苦節を見てとり、歓迎した。ヒュースリーがロイヤル・アカデミーの美術教授を勤めていた時の教え子の中には、後に風景画家として有名になるジョン・コンスタブルや、ベンジャミン・ヘイドン（1786年 - 1846年）、ウィリアム・エティ（1787年 - 1849年）、そして、僅か12歳で最初の個展を開いたエドウィン・ヘンリー・ランドシーア（1802年 - 1873年）らがいた。

## 伝記
- Calè Luisa. Fuseli's Milton Gallery: 'Turning readers into spectators'. Oxford: Clarendon Press, 2006.
- Keay, Carolyn. Henry Fuseli. London: Academy Editions, 1974.
- Lentzsch, Franziska, et. al. Fuseli: The Wild Swiss. Zürich: Scheidegger & Spiess, 2005.
- Myrone, Martin. Gothic Nightmares: Fuseli, Blake and the Romantic Imagination. London: Tate Publishing, 2006.
- Myrone, Martin. Henry Fuseli. Princeton: Princeton University Press, 2001.
- Powell, Nicolas. Fuseli: The Nightmare. London: Allen Lane, 1973.
- Pressly, Nancy L. The Fuseli Circle in Rome: Early Romantic Art of the 1770s. New Haven: Yale Center for British Art, 1979.
- Tomory, P. A. The Life and Art of Henry Fuseli. New York: Praeger, 1972.
- Weinglass, David H. Henry Fuseli and the Engraver's Art. Boston: World Wide Books, 1982.